# Antti Hakala
Antti Veli Hakala (ur. 15 grudnia 1988) – fiński zapaśnik walczący w stylu klasycznym. Zajął dwunaste miejsce na mistrzostwach świata w 2009. Dziewiąty na mistrzostwach Europy w 2013. Brązowy medalista mistrzostw nordyckich w 2010. Ósmy w Pucharze Świata 2014 roku.